# Devínska Nová Ves
Devínska Nová Ves (maďarsky Dévényújfalu, německy Theben-Neudorf, chorvatsky Devinsko Novo Selo) je městská část Bratislavy, hlavního města Slovenské republiky, v okrese Bratislava IV. V roce 2017 zde žilo necelých 16 000 obyvatel. Městskou částí prochází železniční trať Bratislava–Kúty.

## Název
Název Devínská Nová Ves se stal oficiálním kolem roku 1848. Do té doby se pro Devínskou Novou Ves používalo několik odlišných názvů. Do 17. století se vyskytují názvy Nová Ves, Nova Wass, Divin-Új-Falu a Wyfalu. Koncem 17. století zdomácněly názvy Chorvatska Nová Ves, Theben-Neudorf a Dévényújfalu. Během meziválečného období a krátce po druhé světové válce se v německy psané odborné literatuře okrajově používalo i označení Neudorf an der March (v překladu Nová Ves nad Moravou) nebo Theben an der March (v překladu Devín nad Moravou). Název Devínské Nové Vsi se v slovenštině sjednotil v 1848.
Demonym pro Devínskou Novou Ves je Devínskonovovešťan a Devínskonovovešťanka (často se mylně používá „Devínčan/Devínčanka“). Potomci Chorvatů používají také název Novoselan. Přídavné jméno je devínskonovoveský. Nejčastější zkrácený hovorový název pro obec je Devínská.

## Historie
První písemná zmínka o Devínské Nové Vsi pochází přibližně z roku 1451, kdy byla uvedena jako „Nová Ves“. V listině Prešpurské kapituly se zmiňuje Jan z Nové Vsi. Patřila mezi poddanské obce devínského panství. Další písemné zprávy se objevily až v souvislosti s tureckým nebezpečím v polovině 16. století. V obci se zastavila i španělská žoldnéřská vojska, která zpustošila několik usedlostí. V nich se postupně usadili chorvatští kolonisté. 
Jako městská část byla Devínska Nová Ves přičleněná k Bratislavě v roce 1971. Na sklonku let 1988–1989 tu bylo vybudované sídliště.

## Přírodní poměry

Městská část v rámci Bratislavy

Devínska Nová Ves leží zhruba dvanáct kilometrů severozápadně od centra Bratislavy. Západní hranicí čtvrti je řeka Morava, která zde tvoří hranici s Rakouskem u obce Marchegg. Do katastrálního území této městské části zasahují části přírodní rezervace Štokeravská vápenka, národní přírodní rezervace Devínská Kobyla a chráněného areálu Devínske alúvium Moravy.

## Pamětihodnosti
- Kostel sv. Ducha, renesanční stavba z doby okolo roku 1580. U kostela je socha sv. Jana Nepomuckého z roku 1731.
- Muzeum celnictví a finanční správy
- Muzeum železné opony
- Muzeum kultury Chorvatů na Slovensku

## Osobnosti

### Rodáci
- Peter Pišťanek (1960–2015), spisovatel
- Rudolf Sloboda (1938–1995), spisovatel

### Ostatní
- Zdeno Farkaš, archeolog
- Tomáš Hulík (* 1976), přírodovědec, dokumentarista
- Táňa Keleová-Vasilková (* 1964), spisovatelka

## Zajímavosti
- Žije tu největší chorvatská menšina na území Slovenska a každoročně se zde koná Festival chorvátskej kultúry.
- Přes Devínskou Novou Ves prochází 17. východní poledník.
- Natáčel se zde videoklip ke skladbě Brďokoky od skupiny Horkýže Slíže.
- Nachází se zde výrobní závod největšího slovenského výrobce automobilů – Volkswagen Slovakia.
- Pro Devínskou Novou Ves se používá zkratka DNV.

## Partnerské obce
- Rakousko: Marchegg
- Rakousko: Schlosshof
- Chorvatsko: Varaždín
- Chorvatsko: Sveti Ilija
- Chorvatsko: Omišalj
- Francie: St. Brice
- Srbsko: Padina